# Raymond Boutique
Raymond Boutique (1906-1985) fue un botánico belga responsable del descubrimiento, descripción y clasificación de numerosas especies animales y vegetales. Contratado por el Ministerio de Agricultura, trabajó en el Departamento de Fitopatología, y en el Jardín Botánico Estatal de Bruselas para trabajar como asistente fitopatólogo.

## Algunas publicaciones
- 1973. Flora of Tropical East Africa: Haloragaceae. Editor Balkema, 9 pp.

- 1972. Flore d'Afrique Centrale: Spermatophytes. Gentianaceae. 56 pp.

- 1958. Pandaceae, Oxalidaceae, Geraniaceae, Linaceae, Erythroxylaceae. Ed. Inst. National pour l'Étude Agron. du Congo Belge (Bruxelles). 367 pp.

- 1954. Papilionaceae II. Ed. Inst. National pour l'Étude Agron. du Congo Belge (Bruxelles). 377 pp.

- 1952. Rosaceae, Connaraceae, Mimosaceae, Caesalpiniaceae. Ed. Inst. National pour l'Étude Agron. du Congo Belge (Bruxelles). 579 pp.

## Honores

### Epónimos
Género
- (Annonaceae) Boutiquea Le Thomas[1]

Especies vegetales
- (Fabaceae) Angylocalyx boutiqueanus L.Toussaint[2]

- (Fabaceae) Crotalaria boutiqueana R.Wilczek[3]

- (Scrophulariaceae) Lindernia boutiqueana R.Germ.[4]

- La abreviatura «Boutique» se emplea para indicar a Raymond Boutique como autoridad en la descripción y clasificación científica de los vegetales.[5]